# Südlicher Rukuru
Der Südliche Rukuru ist ein Fluss in Malawi. Er ist nach dem Ruhuhu der zweitgrößte Malawisee-Zufluss.

## Verlauf
Er entspringt westlich des Südendes der Viphya Mountains auf 1204 m, fließt etwa 300 km nach Norden und Nordwesten, um bei Mlowe (Rukuru Point) in den Malawisee zu münden.
Im Hochland fließt der Fluss bei einem Gefälle von nur 100 m durch sumpfige Auenlandschaften, um dann im Vwaza Marsh Game Reserve den Kazunisee zu durchfließen, der durch eine hohe Population an Flusspferden bekannt ist. Hinter der Stadt Rumphi stürzt der Fluss durch enge Schluchten, wo er viele Sedimente aufnimmt. Der Fluss führt ganzjährig Wasser.
Der Südliche Rukuru ist mit dem Dwangwa, dem Bua und dem Lilongwe einer der vier Hauptflüsse, die das zentrale Hochland Malawis entwässern. Alle Wasserläufe des Viphyahochlandes münden in ihn. Der südliche Rukuru entwässert ein Gebiet von etwa 12.000 km².

## Hydrometrie
Die Durchflussmenge des südlichen Rukuru wurde an der hydrologischen Station Chisewezo in seinem Oberlauf, über die Jahre 1965 bis 1984 gemittelt, gemessen (in m³/s).
- Diagrammdaten:
- Definition |
- Rohdaten |
- Hilfe

## Fischerei
Die Flüsse Bua, Dwangwa, Lilongwe, Lufira, Nördlicher Rukuru, Songwe, Südlicher Rukuru haben zusammen laut FAO ein Fischfangpotential von 15.000 t jährlich. Tatsächlich gefangen werden zwischen 4.000 und 17.000 t.